# Saint-Denis-le-Gast

Saint-Denis-le-Gast este o comună în departamentul Manche, Franța. În 1 ianuarie 2022 avea o populație de 527 de locuitori.